# 霍爾卡特 (密西西比州)
霍爾卡特（英語：Holcut）是位於美國密西西比州蒂肖明戈縣的鬼鎮。

## 歷史
霍爾卡特的郵局於1908年設立，其後於1955年停運。

## 地理
霍爾卡特所處的海拔為高於海平面165米（即541英呎），而該地所採用的時區為UTC-6，即北美中部時區（CST）。同時該地設有夏令時間，為UTC-6調快一小時，即UTC-5（CDT）。